# Trachipterus
Trachipterus es un género de peces que pertenece a la familia Trachipteridae, del orden Lampriformes. Este género marino fue descrito por primera vez en 1770 por Antoine Gouan.

## Especies
Especies reconocidas del género:
- Trachipterus altivelis (Kner, 1859)
- Trachipterus arcticus (Brünnich, 1771)
- Trachipterus fukuzakii (Fitch, 1964)
- Trachipterus ishikawae (D. S. Jordan & Snyder, 1901)
- Trachipterus jacksonensis (E. P. Ramsay, 1881)
- Trachipterus trachypterus (J. F. Gmelin, 1789)
- † Trachipterus mauritanicus (Carnevale, 2004)[2]

## Galería

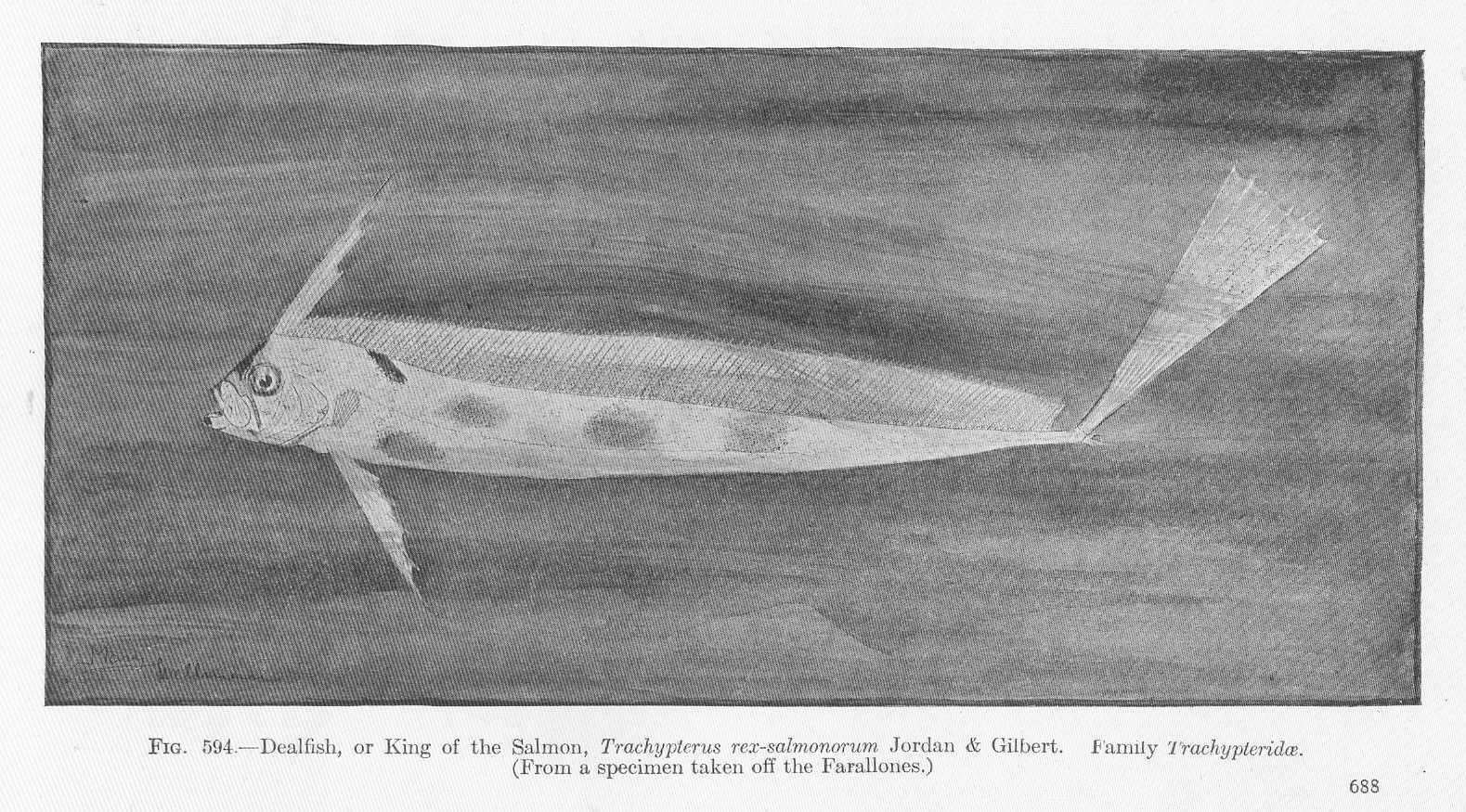
Trachipterus altivelis
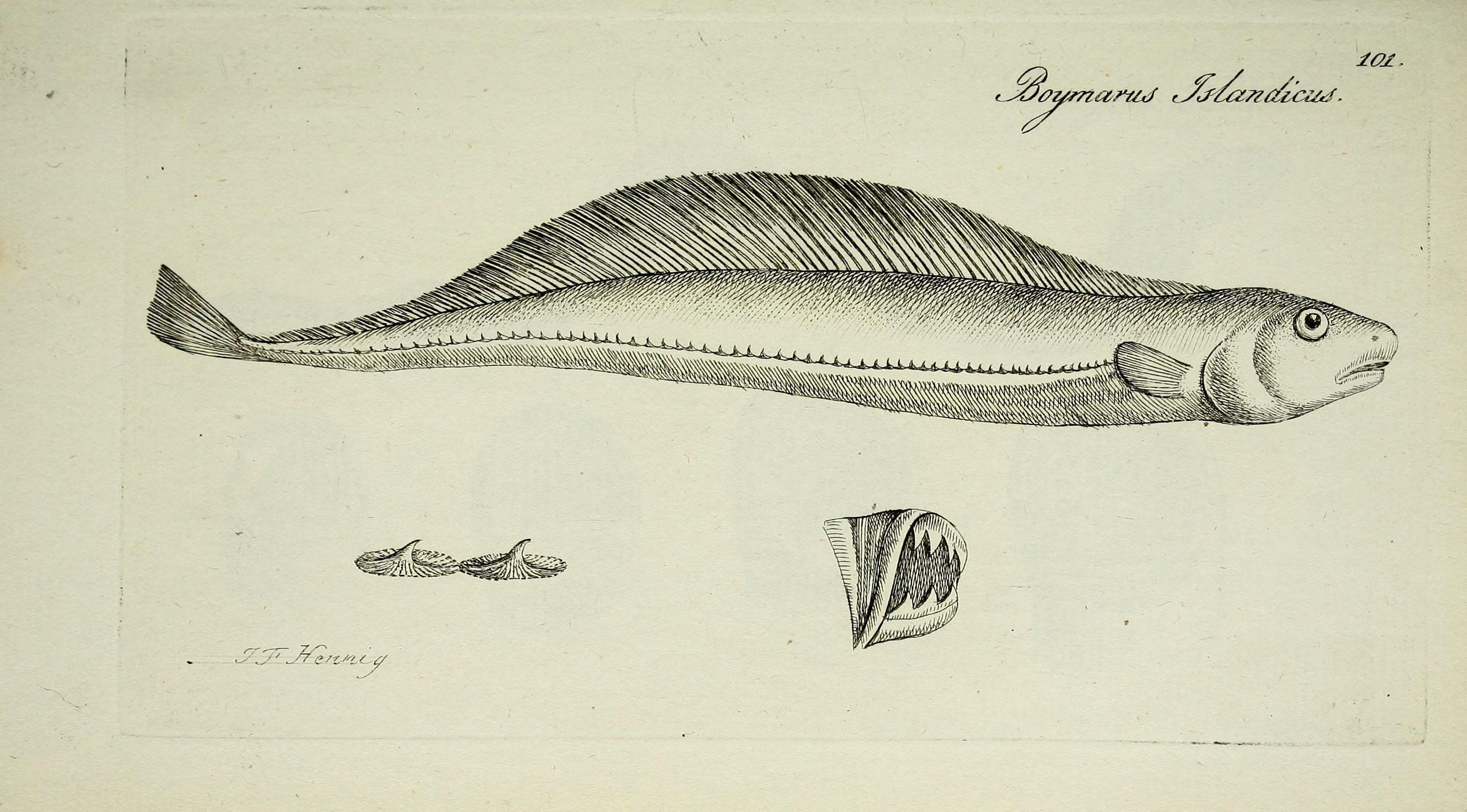
Trachipterus arcticus
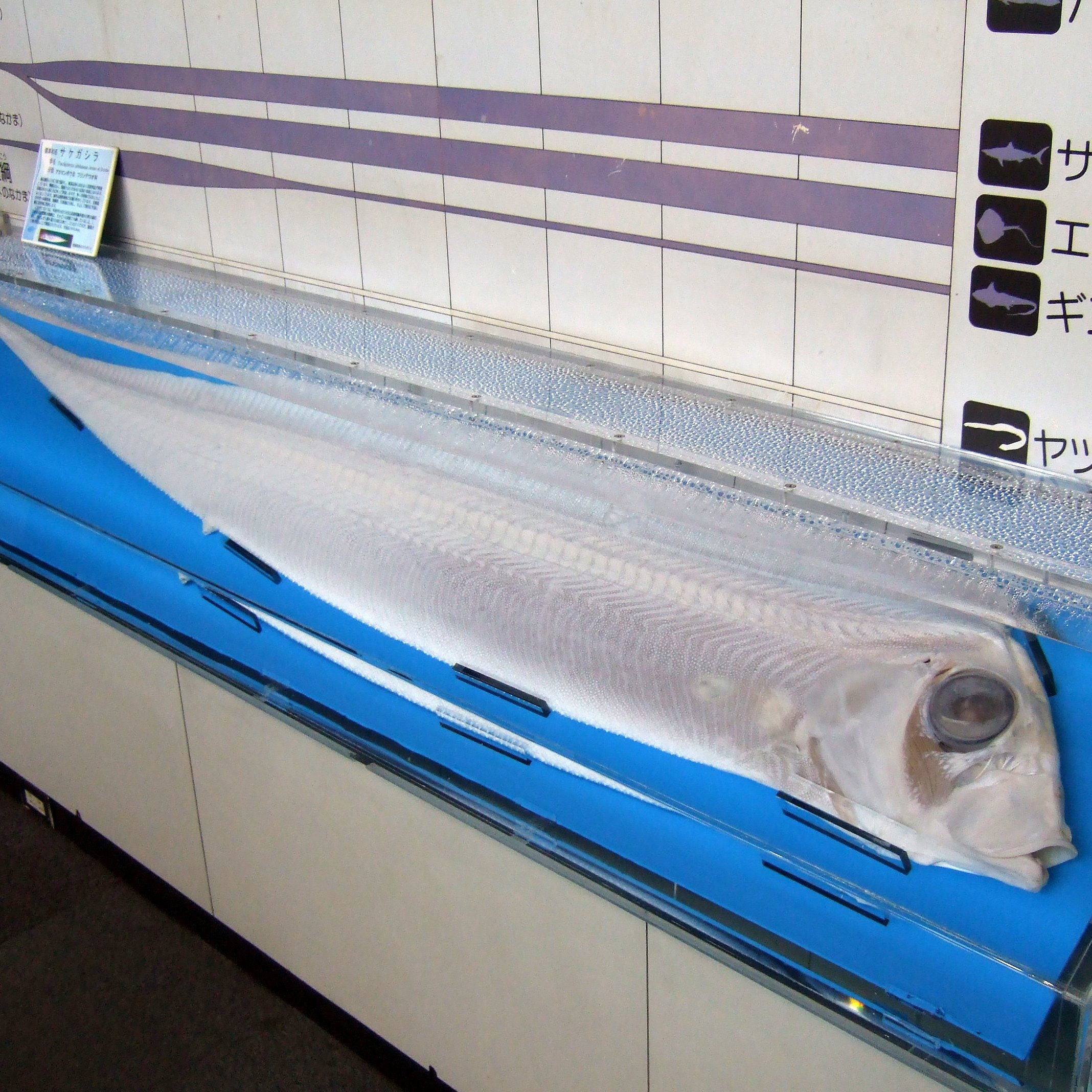
Trachipterus ishikawae